# Torta Barozzi
(Michele Serra)
La torta Barozzi è uno storico dolce di Vignola (MO).

## Storia
Venne creata, col nome di "torta nera", alla fine del XIX secolo da Eugenio Gollini, il quale nel 1887 aveva aperto una pasticceria nel cuore della cittadina modenese.
Si racconta che Gollini amasse sperimentare dolci complessi, perfezionando le sue creazioni di giorno in giorno. Finalmente la torta nera venne definita nella sua attuale ricetta, divenendo nel giro di poco tempo uno dei simboli di Vignola, come la Rocca o il Palazzo Boncompagni.
La Pasticceria iniziò ad essere frequentata non solamente dai vignolesi, ma anche da persone venute da fuori per assaggiare la famosa torta.
Nel 1907, durante il quarto centenario della nascita di Jacopo Barozzi, detto "il Vignola", venne ribattezzata in "Pasta Barozzi", che divenne in seguito "Torta Barozzi".

## Marchio[1]
Nel 1948 il nome della "torta Barozzi" venne tutelato da Eugenio Gollini, omonimo nipote dell'inventore, che ne registrò il nome e il marchio, regolarmente rinnovato ogni vent'anni. Per la storia del prodotto, e per quest'ultimo motivo, più che di dolce tradizionale, si può parlare di "dolce storico" di Vignola, pur essendo una delle ricette più comunemente imitate nelle case di tutta la zona del modenese.

## Fama
L'originalità della ricetta consiste in una sapiente proporzione di arachidi, mandorle, cacao e caffè, anche se gli esatti quantitativi e il preciso metodo di preparazione rimangono tutt'oggi un segreto custodito gelosamente dagli eredi di Gollini.
Il nome della torta è andato rapidamente diffondendosi in tutta la provincia e anche in buona parte della regione. Numerose sono le famiglie modenesi che vantano di essere in possesso di ricette, anch'esse rigorosamente "segrete", più o meno simili all'originale torta Barozzi. Anche le pasticcerie di quasi tutta la zona generalmente vendono preparazioni molto simili, ma mai esattamente identiche, vendute solitamente come "torta TIPO Barozzi", per ovvi motivi di marchio, e lo stesso avviene anche nei ristoranti.
Recentemente alcune gelaterie hanno incominciato a proporre il gusto "torta Barozzi".
Nel film TV Solo desserts, girato nel 2004 dal regista inglese Kevin Connor, il protagonista è un cuoco del Bronx, di origine italiana, che partecipa ad una gara di cucina per salvare la pasticceria di famiglia. Vincerà grazie alla sua preparazione della torta Barozzi.